# Molophilus pullus
Molophilus pullus är en tvåvingeart som beskrevs av Paul Lackschewitz 1927. Molophilus pullus ingår i släktet Molophilus och familjen småharkrankar. Inga underarter finns listade i Catalogue of Life.